# Erick Rowan
Joseph Ruud (* 28. November 1981 in Minneapolis, Minnesota, USA), besser bekannt unter seinem Ringnamen Erick Rowan, ist ein US-amerikanischer Wrestler norwegischer Herkunft. Er steht seit 2024 erneut bei WWE unter Vertrag, wo er bereits von 2011 bis 2020 beschäftigt war. Er ist zudem ist ein ehemaliger SmackDown Tag Team Champion.

## Privatleben
Ruuds Familie immigrierte in die USA aus Nannestad, Norwegen. Im Jahr 2010 nahm er an der norwegischen Reality-TV-Show Alt for Norge teil, wo er den dritten Platz belegte.

## Wrestling-Karriere

### Independent-Bereich (2003–2011)
Ruud begann seine Wrestlingkarriere 2003 und bestritt bis 2007 Matches für verschiedene Promotions in den USA. Im Jahr 2007 ging er für einige Zeit nach Japan zu Pro Wrestling Noah, wo er 18 Matches als Thoruf absolvierte. Im Jahr 2008 kehrte er in die USA zurück, wo er unter dem Ringnamen Thoruf Marius bei der F1rst Wrestling-Promotion in Minnesota auftrat. Dort hatte er eine Fehde mit Brody Hoofer.

### World Wrestling Entertainment (2011–2020)

#### Florida Championship Wrestling (2011–2012)
Im Februar 2011 unterschrieb Ruud einen Entwicklungsvertrag beim Wrestling-Marktführer WWE, wo er unter dem Ringnamen Erick Rowan bei der Entwicklungsliga Florida Championship Wrestling (FCW) auftrat. Sein Fernsehdebüt erfolgte im August 2011, dabei durfte er Kenneth Cameron besiegen. Anschließend verloren Rowan und James Bronson in einem Tag Team-Match gegen Titus O'Neil und Leakee.

#### The Wyatt Family und The Bludgeon Brothers (2012–2018)

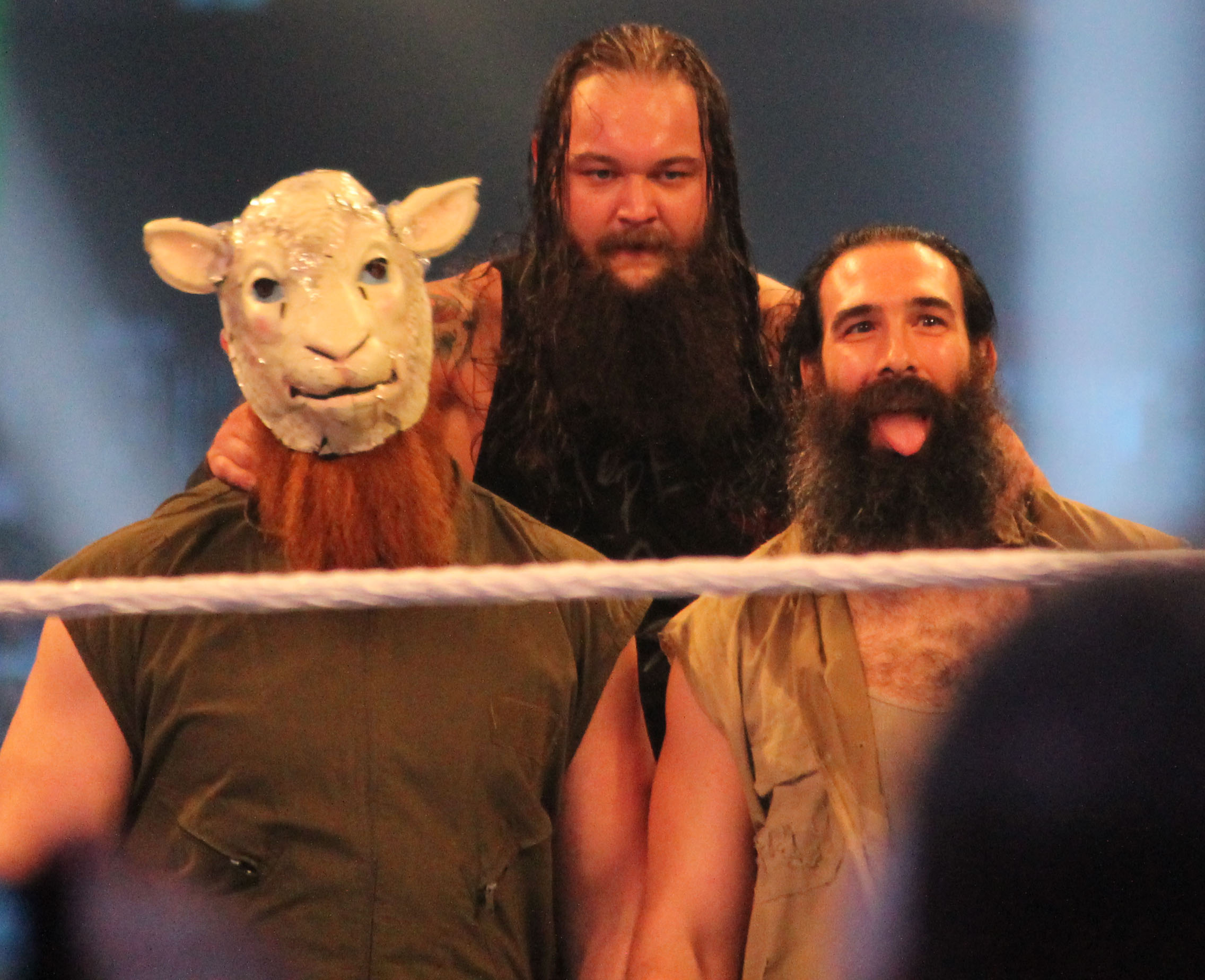
Rowan als Mitglied der Wyatt Family bei WrestleMania XXX.

Am 12. Dezember 2012 debütierte Ruud bei WWE NXT, wo er zusammen mit Luke Harper Gefolgsmann von Bray Wyatt und Teil der Wyatt Family wurde. Am 9. Januar 2013 besiegten sie Percy Watson und Yoshi Tatsu. Am 2. Mai gewannen Rowan und Harper ein Triple Threat Elimination Tag Team-Match. Am 8. Mai besiegten sie Adrian Neville und Bo Dallas, wodurch sie die NXT Tag Team Championship gewannen. Am 5. Juni 2013 verteidigten sie den Titel erfolgreich gegen Corey Graves und Kassius Ohno. Am 17. Juli verloren Rowan und Harper schließlich die NXT Tag Team Championship an Adrian Neville und Corey Graves.
Ab dem 27. Mai 2013 wurden bei WWE Raw Promotion-Videos der Wyatt Family eingespielt. Am 8. Juli machte die Wyatt Family ihr Debüt bei Raw, wo sie Kane attackierten. Am 26. Juli bestritten Rowan und Harper das erste Match in einer Haupt-Show bei SmackDown, welches sie gegen Tons of Funk (Brodus Clay und Tensai) gewinnen konnten. Daraufhin folgte eine mehrmonatige Siegesserie der Wyatt Family, bis sie von Cody Rhodes und Goldust am 11. Oktober 2013 bei SmackDown zum ersten Mal bezwungen wurden. Anfang 2014 hatte die Wyatt Family eine Fehde gegen The Shield (Roman Reigns, Dean Ambrose und Seth Rollins). Anschließend unterstützten Rowan und Harper ihren Anführer Bray Wyatt in einer Fehde gegen John Cena.
Nach dem Austreten aus der Wyatt Family im November 2014 nahm er als „Face“ am traditionellen Survivor Series Elimination Match, Seite an Seite mit John Cena, teil. Bei dem darauf folgenden PPV „TLC: Tables, Ladders and Chairs“ verlor er eine Fehde gegen Big Show in einem „Stairs Match“.
Seit dem 19. Oktober 2015 war er wieder Teil der Wyatt Family.
Am 3. April 2016 hatte Rowan ein Einzelmatch bei WrestleMania. Er kämpfte gegen The Rock, verlor das Match jedoch schon nach 6 Sekunden durch einen „Rock Bottom“.

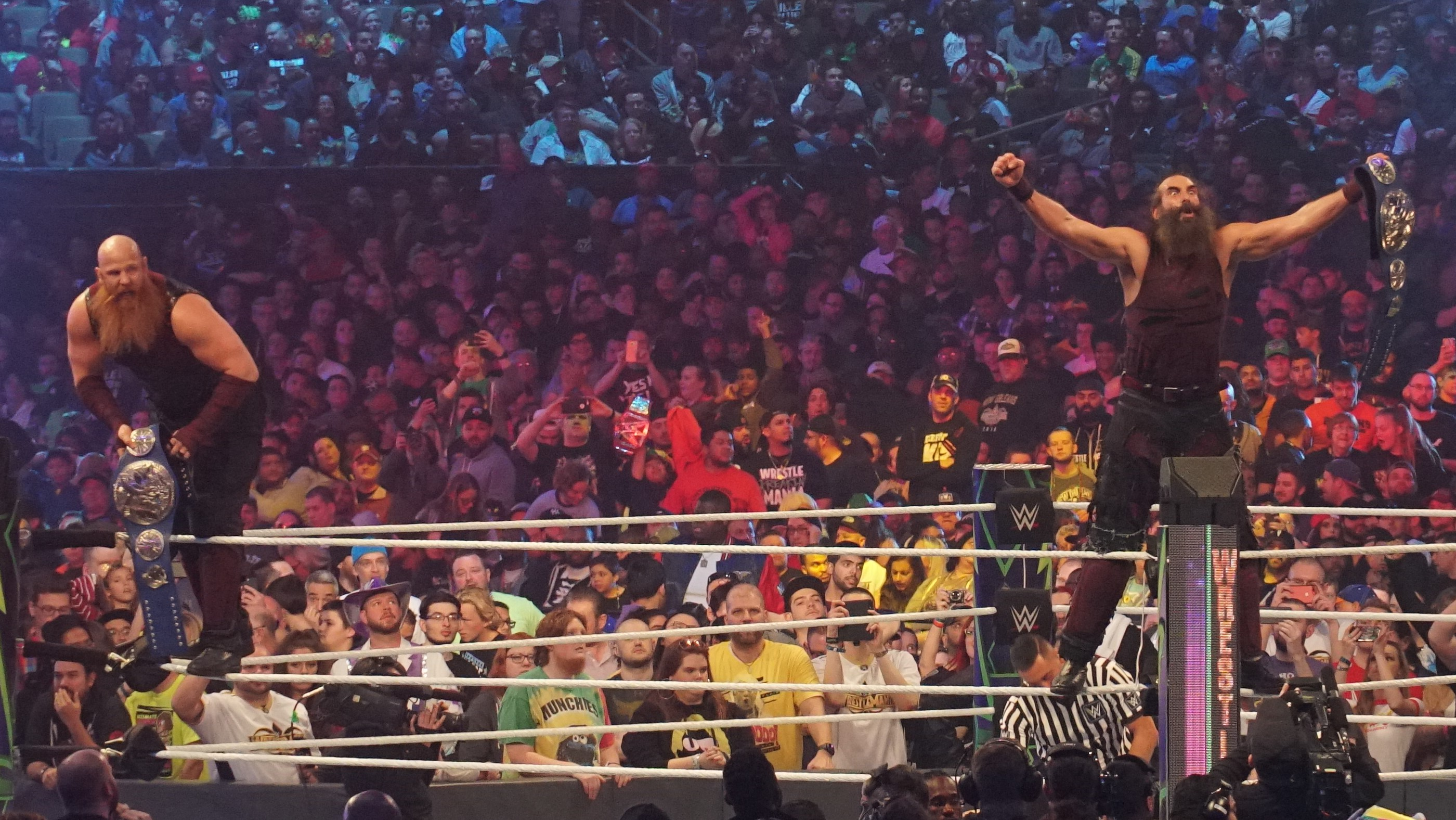
SmackDown Tag Team Champions Rowan und Harper bei WrestleMania 34.

Nachdem er aufgrund einer Verletzung für einige Monate ausgefallen war, kehrte er am 4. April 2017 bei SmackDown! zurück und attackierte zusammen mit Bray Wyatt das zwischenzeitliche und nun ehemalige Mitglied der Wyatt Family, WWE Champion Randy Orton. Am selben Abend fand ein Tag Team Match zwischen Rowan und Bray Wyatt auf der einen, und Randy Orton und Luke Harper auf der anderen Seite statt. Eine kurze Fehde zwischen den ehemaligen Partnern Rowan und Harper folgte, die am 21. Mai 2017 beim PPV Backlash mit einem Sieg Harpers endete.
Am 10. Oktober 2017 kehrten Rowan und Harper gemeinsam bei SmackDown Live zurück. Sie firmierten nun unter dem Gimmick der Bludgeon Brothers, die große Hämmer mit sich zum Ring führten. Das Tag Team wurde als sehr dominant dargestellt, was schließlich bei Wrestlemania 34 zum Gewinn der Smack Down Tag Team Championships führte, indem sie The Usos und The New Day in einem Triple Threat Match besiegten. Am 21. August 2018 verloren sie die Titel bei SmackDown LIve an The New Day. In diesem Match verletzte sich Rowan am Oberarm und fiel einige Monate aus.

#### Verschiedene Fehden (2019–2020)
Am 27. Januar 2019 kehrte Rowan ohne Harper beim Royal Rumble mit einem neuen Gimmick zurück und half Daniel Bryan in dessen WWE-Championship-Titelmatch gegen AJ Styles. In der folgenden SmackDown-Live-Sendung wurde die Allianz offiziell bestätigt, als Rowan gemeinsam mit Bryan im Ring erschien und dessen neue, vegane Version der WWE Championship präsentierte. Beide traten nun als Öko-Aktivisten auf, die als Heels Verschwendung und die Zerstörung der Natur anprangerten. Am 7. Mai 2019 gewann Rowan mit seinem Tag-Team-Partner Daniel Bryan die vakanten WWE SmackDown Tag Team Championship, hierfür besiegten sie The Usos. Ein weiteres Match gegen The Usos bestritten Rowan und sein Tag-Team-Partner Daniel Bryan am 19. Mai 2019 bei WWE Money in the Bank, dieses Match verloren sie. Am 23. Juni 2019 verteidigten sie die Titel gegen The Heavy Machinery bei WWE Stomping Grounds. Am 17. Juli 2019 verloren sie schlussendlich die Titel bei Extreme Rules an The New Day, diese Regentschaft hielt 68 Tage. Am 15. September 2019 bestritt er ein No Disqualification Match gegen Roman Reigns, dieses Match gewann er. Am 6. Oktober 2019 bestritt er ein Tornado Tag Team Match mit Luke Harper gegen Roman Reigns und Daniel Bryan, dieses Match verlor er. Im Rahmen des WWE Drafts wechselte Rowan am 14. Oktober 2019 von SmackDown zu Raw. Aufgrund einer Entlassungswelle wurde er am 15. April 2020 von der WWE entlassen.

#### Rückkehr zu WWE (seit 2024)
2024 kehrte Erik Rowan, als Teil der von Bo Dallas gegründeten Gruppierung Wyatt6, zur WWE zurück.

## Titel und Auszeichnungen
- World Wrestling Entertainment
  - WWE SmackDown Tag Team Championship (1× mit Luke Harper, 1× mit Daniel Bryan)
  - NXT Tag Team Championship (1× mit Luke Harper)